# Re di Borgogna
Questo è un elenco di sovrani del Regno di Borgogna, secondo la successione dei vari casati.

## Re dei Burgundi
- (413-436) Gundicaro, iniziò il trasferimento verso il fiume Reno dei Burgundi dalla zona compresa tra i fiumi Reno, Meno e Danubio, con capitale Worms (dove erano arrivati alla fine del IV secolo, guidati da Gebicca, a cui era successo Gundemaro I a cui erano seguiti i figli Giselcaro e poi Gundicaro).
- (436-473) Gundioco, figlio di Gundicaro, portò a termine il trasferimento dei Burgundi sulla riva sinistra del Reno e nella Sapaudia (attuale Savoia) regnando coi fratelli:
- (435-459) Gunderico dei Burgundi, che era stato associato al regno dal padre Gundicaro.
- (443-459) Chilperico I
- (473-516) Gundobado, figlio di Gundioco, divise il regno coi fratelli; governò a Lione; dopo il 476 incamerò anche Besançon e Vienne; dal 501 tutto il regno.
- (473-476) Gundemaro II, governò a Vienne.
- (473-476) Chilperico II, governò a Ginevra.
- (473-500) Godigiselo, governò prima a Besançon e poi dal 476 a Ginevra.
- (516-523) San Sigismondo, figlio di Gundobado.
- (523-534) Gondomaro, figlio di Gundobado. Venne sconfitto dai Franchi, che occuparono il regno.

## Re franchi di Burgundia

### Merovingi
- (534-561) Clotario I, figlio di Clodoveo, che divise il regno Burgundo coi fratelli:
- (534-558) Childeberto I, alla cui morte subentrò Clotario
- (534-548) Teodorico I († 534), a cui successe il figlio Teodeberto I, alla cui morte subentrò Clotario I
- (561-592) Gontrano I, figlio di Clotario I.
- (592-597) Childeberto II, figlio di Sigeberto I (figlio di Clotario I).
- (597-613) Teodorico II, figlio del precedente.
- (613) Sigeberto II, figlio del precedente.
- (613-629) Clotario II, figlio di Chilperico I (figlio di Clotario I).
- (629-639) Dagoberto I, figlio del precedente.
- (639-657) Clodoveo II, figlio del precedente.
- (657-673) Clotario III, figlio del precedente.
- (673) Teodorico III, fratello del precedente.
- (673-675) Childerico II, fratello del precedente.
- (675-691) Teodorico III, nuovamente.
- (691-695) Clodoveo III, figlio del precedente.
- (695-711) Childeberto III, fratello del precedente.
- (711-715) Dagoberto III, figlio del precedente.
- (715-720) Vacante, il maggiordomo di Palazzo non provvede all'elezione del nuovo re.
- (720-737) Teodorico IV, figlio del precedente.
- (737-743) Vacante, il maggiordomo di Palazzo non provvede all'elezione del nuovo re.
- (743-751) Childerico III, figlio del precedente. Venne deposto dal maggiordomo di Palazzo Pipino il Breve.

### Carolingi

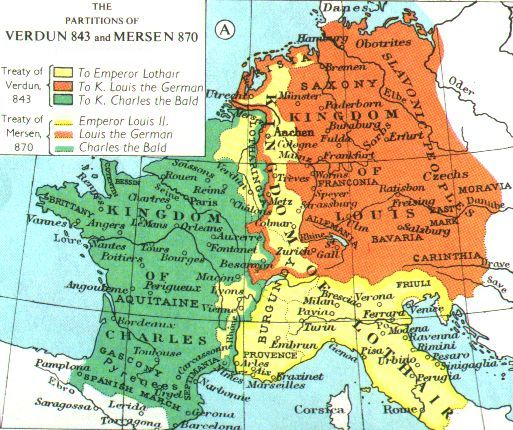
L'impero dei Franchi tra l'843 e l'870.

- (751-768) Pipino il Breve, della famiglia dei Carolingi, si sostituì al deposto re.
- (768-771) Carlomanno, figlio di Pipino il Breve.
- (771-814) Carlo Magno, figlio di Pipino il Breve, che incorporò il regno di Borgogna nell'impero d'Occidente, ricostituito nell'800.
Con i successori di Carlo Magno, il regno di Borgogna fece parte dell'impero, poi del regno di Lotaringia, e poi, dopo il trattato di Meerssen, dell'870, una parte dei feudi di Borgogna fu sottomesso al re dei Franchi occidentali di Carlo il Calvo, mentre il resto era soggetto al re dei Franchi orientali, Ludovico II il Germanico. Poi man mano che il potere centrale perdeva prestigio e forza, mentre nel regno dei Franchi occidentali si formava un ducato di Borgogna, vassallo del re, mentre nei territori del regno dei Franchi orientali, si formò una contea che, dopo pochi anni, col supporto dei nobili di Lotaringia fu trasformato in regno indipendente eleggendo re sulle terre del vecchio regno di Lotaringia, il conte di Borgogna, che, dopo una guerra fu riconosciuto re della sola Borgogna Transgiurana dal re Arnolfo di Carinzia.

## I due regni di Borgogna

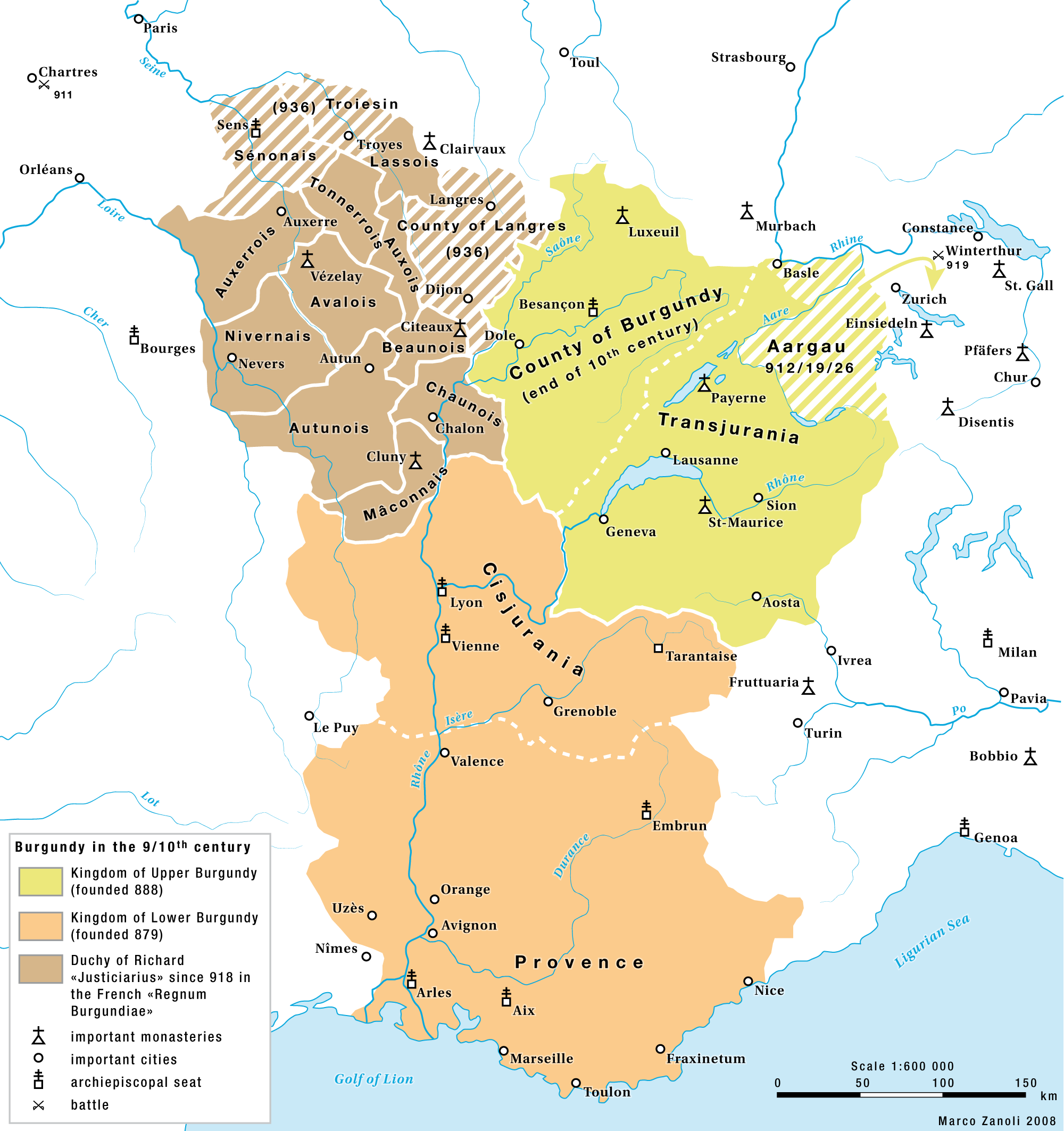
Le tre parti in cui si suddivise l'antico Regno di Borgogna verso il 900:
----
Alta Borgogna o Borgogna Transgiurana
Bassa Borgogna o Borgogna Cisgiurana
Ducato di Borgogna di Riccardo il Giustiziere dal 886

Alta Borgogna o Borgogna Transgiurana
     Bassa Borgogna o Borgogna Cisgiurana
     Ducato di Borgogna di Riccardo il Giustiziere dal 886

### Regno di Borgogna Cisgiurana
- (879-887) Bosone I di Provenza
- (887-928) Ludovico il Cieco, anche re d'Italia ed Imperatore dal 901 al 905.

### Regno di Borgogna Transgiurana
- (888-912) Rodolfo I di Borgogna, già conte di Borgogna, eletto re dai nobili di Borgogna, Alsazia e Lorena.
- (912-933) Rodolfo II di Borgogna, figlio del precedente, che riunì le due Borgogne, Transgiurana e Cisgiurana nel regno di Arles.

### Regno di Arles
- (933-937) Rodolfo II di Borgogna
- (937-993) Corrado III di Borgogna detto il Pacifico, figlio del precedente.
- (993-1032) Rodolfo III di Borgogna, figlio del precedente[2].
- (1032-1039) Corrado il Salico, imperatore d'Occidente, cugino ed erede di Rodolfo III fu l'ultimo re di Borgogna, in quanto, dopo aver sostenuto una lotta per la successione col conte Oddone II di Blois e di Troyes, anch'egli cugino del defunto re, incorporò il reame di Borgogna nell'impero. Tra l'XI e il XV secolo il regno di Arles continuò ad esistere, associato all'impero, e vari imperatori si recarono in Borgogna o in Provenza per farsi incoronare.